# Moshe Sanbar
Moshe Sanbar, született Sandberg Gusztav (Kecskemét, 1926. március 29. – Tel-Aviv, 2012. október 1.) magyar zsidó származású izraeli közgazdász.

## Élete
Édesapja Sandberg Salamon gyümölcs- és baromfikereskedő volt. Önéletírása szerint Kecskeméten jó viszonyban voltak egymással a helyi keresztények és zsidók. Tizennyolc éves gimnazista volt, amikor 1944. március 19-én a németek megszállták Magyarországot. Apját a Gestapo letartóztatta, és németországi koncentrációs táborba hurcolta, ahonnan többé nem tért haza. Anyját a kecskeméti zsidósággal együtt Auschwitzba vitték, gázkamrában halt meg. A fiatal Sandberg munkaszolgálatos lett a magyar hadseregben. Egységét 1944 novemberében átadták a német hadseregnek. Dachauba vitték, innen került szenvedései színhelyére, a mühldorf-waldlageri táborba. Amikor az amerikai csapatok 1945 áprilisában felszabadították a túlélőket, Sandberg már szinte élőhalott volt. 1945 szeptemberében tért vissza Magyarországra, és felépülése után, 1946-ban beiratkozott a budapesti Közgazdasági Egyetemre.
Az úgynevezett Hagana-bevándorlással jutott el Palesztinába, és azonnal besorozták. Részt vett az Izrael állam megteremtéséért folyó harcokban, néhányszor meg is sebesült. 1949-ben folytatta tanulmányait a jeruzsálemi Héber Egyetemen, 1953-ban a közgazdaságtan doktora lett. 1951 és 1958 között a Társadalomkutató Intézetben dolgozott, és statisztikát tanult a Héber Egyetemen. 1958-ban a pénzügyminiszter gazdasági tanácsadója lett. Még ugyanebben az évben kereskedelmi és ipari miniszterhelyettes lett. 1968-ban kinevezték az Izraeli Iparfejlesztési Bank elnökhelyettesévé. 1971-től 1976-ig a Izraeli Nemzeti Bank vezetője volt. 1988-tól 1995-ig a Bank Leumi Le Israel elnökeként dolgozott.
A nyolcvanas évek elejéig nem volt semmilyen kapcsolata Magyarországgal, majd a nyolcvanas évek elején felkérték a Magyar-Izraeli Baráti Társaság elnöki tisztére, amit elvállalt. Kiemelkedő fontosságú közéleti tevékenységnek tekintette a Magyar Zsidók Világszövetsége, valamint a Magyar-Izraeli Baráti Társaság elnöki feladatainak ellátását, mivel a Magyar-Izraeli Baráti Társaságon keresztül épült ki Magyarország és Izrael kapcsolata.
1992 óta zsidó kártérítési szervezetekben tevékenykedett. 1992-ben a Claims Conference szervezet elnökhelyettese, 1996-ban nemzetközi pénztárosa lett, majd 2002-ben megválasztották a Claims Conference igazgatótanácsának elnökévé, amit sok éven át vezetett.
1961-ben megjelent "My longest Year" címmel visszaemlékezése az 1944-45 közötti időszakról a Memorial Book gondozásában. Magyar nyelven ez a kötet 1990-ben jelent meg Kiss Mariann fordításában.

## Kitüntetései
- Magyar Köztársasági Érdemrend, 2004
- Magyarországi zsidókért Díj, 2007

## Magyarul megjelent műve
- A leghosszabb évem; ford. Kiss Mariann; Ikva, Budapest, 1990